# Sapphirina gastrica
Sapphirina gastrica är en kräftdjursart som beskrevs av Giesbrecht 1892. Sapphirina gastrica ingår i släktet Sapphirina och familjen Sapphirinidae. Inga underarter finns listade i Catalogue of Life.